# Espace localement convexe
En mathématiques, un espace localement convexe est un espace vectoriel topologique dont la topologie peut être définie à l'aide d'une famille de semi-normes. C'est une généralisation de la notion d'espace normé.

## Définition
Un espace vectoriel topologique E est dit localement convexe s'il vérifie l'une des deux propriétés équivalentes suivantes :
1. il existe une famille de semi-normes {\displaystyle {\mathcal {P}}} telle que la topologie de E  est initiale pour l'ensemble d'applications {\displaystyle \{x\mapsto p(x-y)\mid y\in E,p\in {\mathcal {P}}\}} ;
2. le vecteur nul possède une base de voisinages formée de convexes.

Dans ce cas, la famille de semi-normes peut toujours être choisie filtrante.

## Exemples
- Tout espace vectoriel normé est localement convexe (topologie définie par une seule semi-norme : la norme).
- La topologie faible d'un espace vectoriel topologique est localement convexe. On utilise les formes linéaires continues en module comme famille de semi-normes.
- Sur son dual topologique, les topologies forte et faible-* sont, elles aussi, définies chacune par une famille de semi-normes.

### Contre-exemples
- Pour 0 < p < 1, les espaces métriques de suites ℓp et les espaces métriques de fonctions Lp ne sont pas des espaces localement convexes.

## Critère de séparation
Théorème — Pour qu'un espace localement convexe {\displaystyle E} défini par une famille {\displaystyle (p_{i})_{i\in I}} de semi-normes soit séparé, il faut et il suffit que pour tout vecteur non nul {\displaystyle v\in E} il existe une semi-norme {\displaystyle p_{i}} telle que {\displaystyle p_{i}(v)\neq 0}.
En effet, un espace vectoriel topologique est séparé si et seulement si l'intersection des voisinages de 0 est réduite au singleton {0}, autrement dit si et seulement si pour tout vecteur v non nul, il existe un voisinage de 0 ne contenant pas v.

## Continuité d'une fonction
Soient {\displaystyle (E,{\mathcal {P}}),(F,{\mathcal {Q}})} deux espaces localement convexes, dont les topologies sont respectivement définies par des familles de semi-normes {\displaystyle {\mathcal {P}}} (supposée filtrante) et {\displaystyle {\mathcal {Q}}} (quelconque), et f une application du premier espace dans le second. La proposition suivante résulte des définitions.
Proposition — 
- f est continue en un point v de E si et seulement si

{\displaystyle \forall q\in {\mathcal {Q}}\quad \forall \epsilon >0\quad \exists p\in {\mathcal {P}}\quad \exists \alpha >0\quad \forall w\in E\quad p(w-v)<\alpha \quad \Rightarrow \quad q(f(w)-f(v))<\epsilon \ }.

- f est uniformément continue sur E si et seulement si

{\displaystyle \forall q\in {\mathcal {Q}}\quad \forall \epsilon >0\quad \exists p\in {\mathcal {P}}\quad \exists \alpha >0\quad \forall v\in E\quad \forall w\in E\quad p(w-v)<\alpha \quad \Rightarrow \quad q(f(w)-f(v))<\epsilon \ }.
Par exemple (en prenant {\displaystyle F=\mathbb {R} } et {\displaystyle {\mathcal {Q}}=(|\ |)}), toutes les semi-normes appartenant à {\displaystyle {\mathcal {P}}} sont uniformément continues sur E (car 1-lipschitziennes). Une semi-norme q sur E est en fait uniformément continue si et seulement si elle est continue en 0, ce qui équivaut à l'existence d'une semi-norme p ∈ {\displaystyle {\mathcal {P}}} et d'une constante C > 0 telles que q ≤ Cp. On en déduit un analogue pour les applications linéaires :
Proposition — Une application linéaire {\displaystyle T:E\to F} est uniformément continue si et seulement si elle est continue en 0, ce qui se traduit par :

{\displaystyle \forall q\in {\mathcal {Q}}\quad \exists p\in {\mathcal {P}}\quad \exists C>0\quad \forall v\in E\quad q(T(v))\leq C\ p(v)\ }.

## Métrisabilité
Théorème — Soit E un espace localement convexe séparé, dont la topologie est définie par une famille {\displaystyle {\mathcal {P}}} de semi-normes. Les conditions suivantes sont équivalentes :
1. E est métrisable.
2. Tout point de E possède une base dénombrable de voisinages.
3. La topologie de E peut être définie par une sous-famille dénombrable {\displaystyle {\mathcal {D}}\subset {\mathcal {P}}} de semi-normes.
4. La topologie de E peut être définie par une famille dénombrable filtrante de semi-normes.
5. La topologie de E peut être définie par une distance invariante par translation.

Les analogues pour  p < 1 des espaces Lp avec p ≥ 1 sont métrisables par une distance invariante, mais ne sont pas localement convexes.
Pour tout ouvert non vide {\displaystyle \Omega \subset \mathbb {R} ^{n}} l'espace {\displaystyle {\mathcal {D}}(\Omega )} des fonctions C∞ à support compact de {\displaystyle \Omega } dans {\displaystyle \mathbb {R} } est naturellement muni d'une structure localement convexe non métrisable.
Remarquons que tout espace vectoriel topologique normable est localement convexe et métrisable. Cependant la réciproque n'est pas vraie : par exemple l'espace de Schwartz est de Fréchet, en particulier localement convexe et métrisable, mais nucléaire et de dimension infinie, donc non normable. Un autre exemple d'espace localement convexe métrisable mais non normable est RN.
Critère de normabilité de Kolmogorov (1934) — 
- Un espace localement convexe est semi-normable si et seulement s'il est localement borné, c'est-à-dire si 0 possède un voisinage borné.
- Un espace vectoriel topologique est donc normable si et seulement s'il est séparé, localement convexe et localement borné.

## Espace de Fréchet
Un espace de Fréchet est un espace localement convexe qui est à la fois métrisable et complet au sens des espaces uniformes, ou plus simplement : un espace localement convexe complètement métrisable (c'est-à-dire dont la topologie est induite par une distance complète).